# Articuli iurati
Articuli iurati (łac. artykuły zaprzysiężone, niem. Die Wahlkapitulationem) – dokument przedkładany do zaprzysiężenia nowemu biskupowi w czasie elekcji. Artykuły zaprzysiężone stosowano w dawnych czasach w tych diecezjach Rzeszy Niemieckiej, gdzie biskupi posiadali władzę książęcą.
Pierwszym biskupem warmińskim, który podpisał artykuły zaprzysiężone był Łukasz Watzenrode, było to w roku 1489. Po nim czynili to wszyscy kolejni biskupi warmińscy, aż do połowy XIX w. Zaprzysiężenie biskupa i akt prawny articuli iurati należą do ciekawszych osobliwości dawnej Warmii.
Ingres do katedry każdego nowego biskupa warmińskiego odbywał się zgodnie z ceremoniałem zapisanym w książce Ceremoniale Episcoporum. Podczas ceremonii objęcia diecezji nowy biskup:
1. Zaprzysięgał articuli iurati,
2. Przyjmował inwentarz.

Articuli iurati składały się z dwóch części:
- Zmiennej – odpowiadającej paktom konwentom (łac. pacta conventa)
- Stałej – podobnej do tych partii artykułów henrykowskich, które weszły na trwałe do ustroju Rzeczypospolitej.

Do naszych czasów zachowały się w oryginale niemal wszystkie articuli iurati biskupów warmińskich.